# Leonhard Tille
Leonhard Tille (* 17. März 1995 in Mühldorf am Inn) ist ein deutscher Volleyballspieler und Ex-Nationalspieler.

## Karriere
Leonhard Tille spielte in seiner Jugend unter seinem Vater Joachim Tille als Trainer beim TSV Mühldorf und wurde hier zweifacher deutscher Jugendmeister. In der Saison 2013/14 war der Libero beim VC Olympia Kempfenhausen in der zweiten Bundesliga und in der Saison 2014/15 beim VC Olympia Berlin in der ersten Bundesliga aktiv und gleichzeitig Mitglied der deutschen Junioren-Nationalmannschaft. 2015 wechselte Tille innerhalb der Bundesliga zur VSG Coburg/Grub. Nach deren Insolvenz ging er zum österreichischen Verein Union Volleyball Raiffeisen Waldviertel. 2017 hatte Tille seine ersten Einsätze in der deutschen Nationalmannschaft.
Im Jahr 2021 wechselte Leonhard Tille zurück zu seinem Heimatverein TSV Mühldorf, wo er als Universalspieler agierte.

## Privates
Leonhard Tille hat eine Schwester und zwei Brüder, Ferdinand und Johannes, die alle ebenfalls Volleyballspieler sind.